# パトロクロス (小惑星)
パトロクロス (617 Patroclus) はトロヤ群に属する小惑星で、それ自体とほぼ同じ大きさの衛星を持つ、いわば二重小惑星と呼ぶべき天体であることで知られる。
1906年にドイツの天文学者アウグスト・コプフによりハイデルベルクで発見され、ギリシア神話の英雄パトロクロスにちなんで命名された。

## 軌道
パトロクロスは木星の軌道上で木星より60度後方（ラグランジュ点のL5）付近に位置する。木星のトロヤ群のうち狭義の「トロヤ群」(Trojan camp) に分類される。
本来、由来となったパトロクロスはギリシア軍の一員なので木星の前方（L4点）に位置する「ギリシア群」の小惑星に名付けられなければならないはずだが、これはトロヤ群 / ギリシア群の区別がつけられる前にパトロクロスが発見・命名されたことによる。同様の例としては、(624) ヘクトルがある（こちらはパトロクロスと逆である）。

## 衛星
2001年、地上からの観測によりパトロクロスは衛星を持つことが判明し、衛星には仮符号S/2001 (617) 1が付けられた。2006年2月にはケック天文台での補償光学観測により、パトロクロスとその衛星は 680 ±20 kmの距離を4.283 ±0.004 日かけて互いに周回していることが判明した。
パトロクロスおよび衛星の大きさについては、2000年11月に行われた観測のデータを後に解析した結果、それぞれ122kmおよび112kmであることがわかった。
2006年2月、衛星はパトロクロスの父メノイティオスに因んでメノイティオス ((617) Patroclus I Menoetius) と命名された。

## 組成について
公転周期などから、パトロクロスとメノイティオスの密度は 0.8 g/cm3であることが判明した。このことから、両天体は元は彗星で、木星の重力に捉えられた結果、今の軌道になったと考えられている。

## 探査
パトロクロスは、2021年打ち上げ予定のNASAの木星トロヤ群小惑星探査ミッションルーシーにおいて探査候補として挙げられている。